# 阿莉娅·巴特勒
阿莉娅·巴特勒（英語：Aaliyah Butler，2003年11月5日—），来自佛罗里达州劳德代尔堡，美国女子田径运动员，主攻400米赛跑。她是2024年夏季奥林匹克运动会女子4×400米接力金牌得主。